# Adolf Loewy
Adolf Loewy (ur. 29 czerwca 1862, zm. 26 grudnia 1937) – niemiecki lekarz, fizjolog. 

## Życiorys
Studiował medycynę w Wiedniu i Berlinie, w 1885 roku został doktorem medycyny. Następnie był asystentem Nathana Zuntza w Landwirtschaftlichen Hochschule w Berlinie. W 1900 roku został docentem, w 1921 profesorem, i rozpoczął pracę w Schweizerisches Institut für Hochgebirgsphysiologie und Tuberkuloseforschung w Davos. W 1925 roku został członkiem Niemieckiej Akademii Przyrodników Leopoldina.